# Samuli Kaislasalo
Samuli Kaislasalo (ur. 3 sierpnia 1995 w Forssie) – fiński siatkarz, reprezentant Finlandii, grający na pozycji atakującego. 

## Sukcesy klubowe
Liga grecka:
- 2019

Liga holenderska:
- 2024[3]
- 2023

Puchar Holandii:
- 2024[4]